# Le Souffleur de rêves
Le Souffleur de rêves est un album illustré de la littérature jeunesse, écrit par Bernard Villiot et illustré par Thibault Prugne.

## Synopsis
Zorzi, un jeune orphelin rêve de devenir souffleur de verre, sur l'île de Murano, une île située dans la lagune, au nord de Venise et célèbre dans le monde entier pour ses maîtres verriers. 
Le jeune homme deviendra apprenti chez le plus célèbre d'entre eux et s'occupe d'allumer les fours à l'aube. Les nuits, il s'entraîne à se servir d'une canne à vent. Plus tard, alors qu'il est devenu infirme à la suite d'un accident, il a dû renoncer à s'établir verrier. une nuit, il fait la connaissance de Giacomo, un enfant abandonné. Il l'invite à se réchauffer en cachette dans un atelier désert et pour le réconforter et il lui souffle une bulle de rêve,,.
Très vite la rumeur se répand dans la célèbre cité : un souffleur inconnu fabrique des bulles de rêves et chaque enfant veut la sienne. Face à ce succès, tous les verriers de Murano tentent d’en fabriquer mais il n'y parviennent pas. Jaloux Ils font jeter Zorzi dans un cachot. Très vite, les enfants demandent sa libération. Sorti de sa geôle, Zorzi confie son secret à Giacomo qui le transmettra à son tour.

## Personnages principaux
- Zorzi Ballari, apprenti chez le plus grand souffleur de l’ile de Murano puis surnommé « il Ballarino », mystérieux magicien du verre.
- Pietro Spalato, son maître verrier
- Giacomo, l'enfant abandonné

## Accueil et critique
Selon la spécialiste québécoise  en littérature jeunesse Marie Fradette : « l'album allie finesse, douceur, poésie et espérance ». Elle admire également les illustrations qui, « transportent instantanément le lecteur au cœur de cette ile italienne ».

## Publication

### Éditeurs
- Gautier-Languereau